# シド・シングス
『シド・シングス』（Sid Sings）は、イングランドのパンク・ロック・ミュージシャン、シド・ヴィシャスのライブ・アルバム。ヴィシャスの名義による初のアルバムで、本人の没後の1979年12月にリリースされた。

## 解説
ジョニー・サンダース&ザ・ハートブレイカーズのカヴァー「ボーン・トゥ・ルーズ」は、1977年12月25日に行われたセックス・ピストルズのハダースフィールド公演におけるライヴ・レコーディングで、「マイ・ウェイ」のカヴァーは1978年4月にパリでスタジオ録音された。その他の曲は、1978年9月28日から29日にかけてニューヨークのMax's Kansas Cityでライヴ録音された。
収録された曲は、セックス・ピストルズ名義で発表された曲「ベルゼンの毒ガス室」を除けばカヴァー曲である。エディ・コクランのカヴァー「サムシング・エルス」は、1979年2月にヴィシャスの追悼シングルとしてリリースされていた曲である。
本作は1979年12月15日付の全英アルバムチャートで初登場36位を記録し、合計8週チャート・インして最高30位に達した。

## 収録曲
1. ボーン・トゥ・ルーズ - "Born to Lose" (Johnny Thunders) - 3:08
2. アイ・ワナ・ビー・ユア・ドッグ - "I Wanna Be Your Dog" (The Stooges) - 3:19
3. テイク・ア・チャンス・オン・ミー - "Take a Chance on Me" (Walter Lure, Jerry Nolan) - 2:53
4. （アイム・ノット・ユア）ステッピング・ストーン - "(I'm Not Your) Steppin' Stone" (Tommy Boyce, Bobby Hart) - 2:19
5. マイ・ウェイ - "My Way" (Paul Anka, Claude François, Jacques Revaux) - 4:04
6. ベルゼンの毒ガス室 - "Belsen" (Paul Cook, Sid Vicious, Steve Jones, Johnny Rotten) - 2:11
7. サムシング・エルス - "Something Else" (Sharon Sheeley, Bob Cochran) - 2:07
8. チャターボックス - "Chatterbox" (Johnny Thunders) - 1:51
9. サーチ・アンド・デストロイ - "Search and Destroy" (The Stooges) - 3:03
10. チャイニーズ・ロック - "Chinese Rocks" (Richard Hell, Dee Dee Ramone) - 2:43
11. シド・シングス"アイ・キルド・ザ・キャット" - "I Killed the Cat" (Gilles Thibaut, Claude François, Jacques Revaux) - 1:04